# デイビッド・パーマー
デイビッド・パーマー（英: David Palmer、1954年-2009年8月）はデニス・ヘイスバートがドラマ『24 -TWENTY FOUR-』で演じる架空の人物。日本での吹き替え声優は福田信昭。
アフリカ系アメリカ人として初の大統領となり、1期4年を務めた（任期:2003年1月 - 2007年1月）。
決断力・協調性・カリスマ性をも兼ね備えた、極めて有能な大統領。高潔で、常に冷静かつ公平な人物であり、それをモットーとしていた。しかし、次々ふりかかる国家の危機や、妻や息子の不祥事に度々自分の人生のみならず、アメリカを揺るがす選択を強いられることになる苦悩の人でもあった。シーズン1～3における、もう一人の主人公である。
常に誰が敵かわからない状態に置かれるが、立場は違えど生命をかけた最前線に立ってきた戦友ともいえるジャック・バウアーとは、互いに強い信頼関係で結ばれており、大統領を辞職した後も個人的な親交を交わしていた。
シーズン5の冒頭において、弟のウェインのアパートで回想録執筆中にテロリストの狙撃によって暗殺された。

## 学歴
- メリーランド州立大学 ロースクール修了 法務博士（Juris Doctor）の学位を取得
- ジョージタウン大学 政治経済学の学士号を取得

## 作中での活躍

### シーズン1
アメリカ史上初の黒人大統領候補者として、圧倒的な支持を受けていた。しかし、彼が過去に承認したナイトフォール作戦が原因でテロリストに命を狙われる。それとは別に息子キースが過去に犯した罪を公表することに関して、妻シェリーと意見が対立。これがもう1つのストーリーとして全体の主軸となる。
息子の問題でシェリーと対立し、さらには命を救ってくれたジャックに報いる為に偽装死を計画するが、シェリーが公表した事が決定的になり離婚する。

### シーズン2
アメリカ史上初の黒人大統領として核爆弾テロに立ち向かうこととなる。また、穏健派であるがゆえに強硬派や、大統領首席補佐官であり候補時代の選挙参謀であったマイク・ノヴィックや副大統領に裏切られ、一時は大統領職を解任に追い込まれる。テロ解決後は復職したが、シーズン2最終話でマンディに暗殺されかけた。

### シーズン3
シーズン2最終話の暗殺未遂事件から復帰したものの、まだ多少の後遺症が残っている様子で、序盤に軽い目眩を起こしている。
ジョン･キーラー上院議員と大統領選を争っており、彼との討論会の準備中にウイルステロの脅威に直面する。討論会は開かれ、キーラーから交際している主治医のアンの夫が過去に不正を行い、その際に彼女にも不正への関与の疑いがかかっていた事を知る。当時はシロと証明されたが、最近になって新たに証言されたことで再度疑われる。後に彼女は無関係であり、それを判明する証拠も出て無実か証明されたものの、元夫が自殺してしまい、それが原因で破局することとなる。
その後、自身の最大の支援者アラン・ミリケンから驚きの連絡を受ける。自分の弟であるウェインがミリケンの妻ジュリアと以前不倫しており、その謝罪としてウェインを下ろせと命じられた。しかし彼は拒否。ミリケンと戦う為にシェリーを呼び寄せて事態収集を図る。ところが、またしてもシェリーが暴走。発作を起こしたミリケンを見捨てて死亡させる暴挙を起こしデイビッドは激怒、シェリーを見放す。ところが今度はシェリーが対立候補のジョン・キーラーの元に情報を持ち込んだ事で辞任を迫られ、迫り来るウイルステロの脅威との二重の苦悩に苦しめられる。最後には元妻シェリーの死とテロによって多くの犠牲者を出した事に責任を感じ、キーラーの要求を飲み、再選を断念することとなる。

### シーズン4
シーズン2で解任したマイク･ノヴィックから新大統領ローガンのアドバイザーを頼まれる。そこでマイクと再び友情を育み、共に職務にあたる。ローガンの代理として様々な決断を下すが、その中で中国総領事館襲撃の際の不手際でジャックが犯人だと気付かれてしまい、中国にジャックの引き渡しを迫られる。そして、最終話でローガンの補佐官カミングスがジャックに暗殺者を差し向けた事を察知し、ジャックの危機を救う。

### シーズン5
旧知のマーサ・ローガンのアシスタントであるエヴリン・マーティンからの情報を調査していくうちに、マーサの夫であるローガン大統領の陰謀を突き止めたため、弟のウェインのアパートで回想録執筆中に暗殺される。

### 死後
その後のシーズンでもたびたび名前が登場しており、多くの人物が彼と自分を比較したり、偉大な人物だったと称える言葉を贈っており、いかに彼の人柄や功績が素晴らしかったかが窺える人物であった。

## 経歴
- フィドリー、バロー&ベイン法律事務所 弁護士
- メリーランド州政府 議員（ボルチモア市）
- 下院国家安全保障小委員会メンバー
- 下院歳入委員会メンバー
- 下院倫理委員会チェアーパーソン
- アメリカ連邦政府 下院議員（メリーランド州）
- 上院通商小委員会メンバー
- 上院歳出委員会メンバー
- アメリカ連邦政府 上院議員（メリーランド州）
- アメリカ合衆国大統領（アメリカ初のアフリカ系アメリカ人の大統領）

## 表彰歴
- NCAA全米 男子バスケットボール
- ビッグイースト・カンファレンス 年間最優秀ディフェンス選手
- スポーツニュース 年間最優秀大学選手
- ウッデン賞年間最優秀選手

## 個人情報
- 元妻：シェリー・パーマー（死亡）
- 息子：キース・パーマー
- 娘：ニコール・パーマー
- 弟：ウェイン・パーマー（首席補佐官 → 大統領）
- 妹：サンドラ・パーマー（弁護士）